# Danh sách tập của Tổ đội "1 không 2"
Sau đây là danh sách tập phát sóng của chương trình Tổ đội "1 không 2", một chương trình truyền hình thực tế do Đài Truyền hình Thành phố Hồ Chí Minh và công ty Đông Tây Promotion phối hợp thực hiện, được phát sóng trên kênh HTV7 và ứng dụng VieON, từ ngày 16 tháng 2 năm 2025.

## Tổng quan các mùa
| Mùa | Mùa | Tập | Phát sóng gốc       | Phát sóng gốc      |
| Mùa | Mùa | Tập | Phát sóng lần đầu   | Phát sóng lần cuối |
| --- | --- | --- | ------------------- | ------------------ |
|     | 1   |     | 16 tháng 2 năm 2025 |                    |

## Danh sách các mùa

### Mùa 1
Mùa đầu tiên của chương trình Tổ đội "1 không 2" được lên sóng vào chủ nhật hàng tuần từ ngày 16 tháng 2 năm 2025 trên kênh HTV7 và ứng dụng VieON. 6 thành viên chính của mùa này là Huỳnh Uyển Ân, Thúy Ngân, Lê Dương Bảo Lâm, Song Luân, Võ Tấn Phát và Quang Hùng MasterD.